# Matjiesfontein
Matjiesfontein is een dorp met 400 inwoners, in de regio West-Kaap in Zuid-Afrika. De plaats is gelegen in de gemeente Laingsburg, noordelijk van de Witberge.

## Geografie
Matjiesfontein ligt in het hart van de Karoo, zowat 100 kilometer ten noordoosten van Worcester.

## Geschiedenis
Het dorp werd in 1884 gesticht door de Britse immigrant James ("Jimmy") Douglas Logan als een pleisterplaats, waar stoomlocomotieven van vers water voorzien werden. In 1889 richtte Logan een mineraalwaterfabriek op in het dorp om water en andere verfrissingen te verkopen aan de treinpassagiers.
Het bekende Lord Milner-hotel werd in 1889 opgericht door dezelfde Logan. De lucht van de Karoo-halfwoestijn werd destijds ook bijzonder geschikt geacht voor de behandeling van longziektes, waardoor Matjiesfontein al snel bekende persoonlijkheden aantrok zoals Cecil Rhodes, de schrijfster Olivia Schreiner — die tussen 1890 en 1892 in het dorp woonde —, Edgar Wallace, lord Randolph Churchill en Rudyard Kipling. 
Tijdens de Tweede Vrijheidsoorlog (1899-1902) deed Logans hotel dienst als militair hospitaal. Nadat Jimmy Logan in 1920 overleed, geraakte Matjiesfontein uit de mode. Pas in 1968 herleefde het dorp dankzij de heropening van het hotel. In 1970 werd Matjiesfontein uitgeroepen tot nationaal monument.

## Toerisme
Matjiesfontein en zijn gerestaureerde station en nieuw conferentiecentrum zijn weer een gewilde bestemming voor welstellende Kapenaars geworden. De nationale weg N1 loopt langs het dorp.

## Subplaatsen

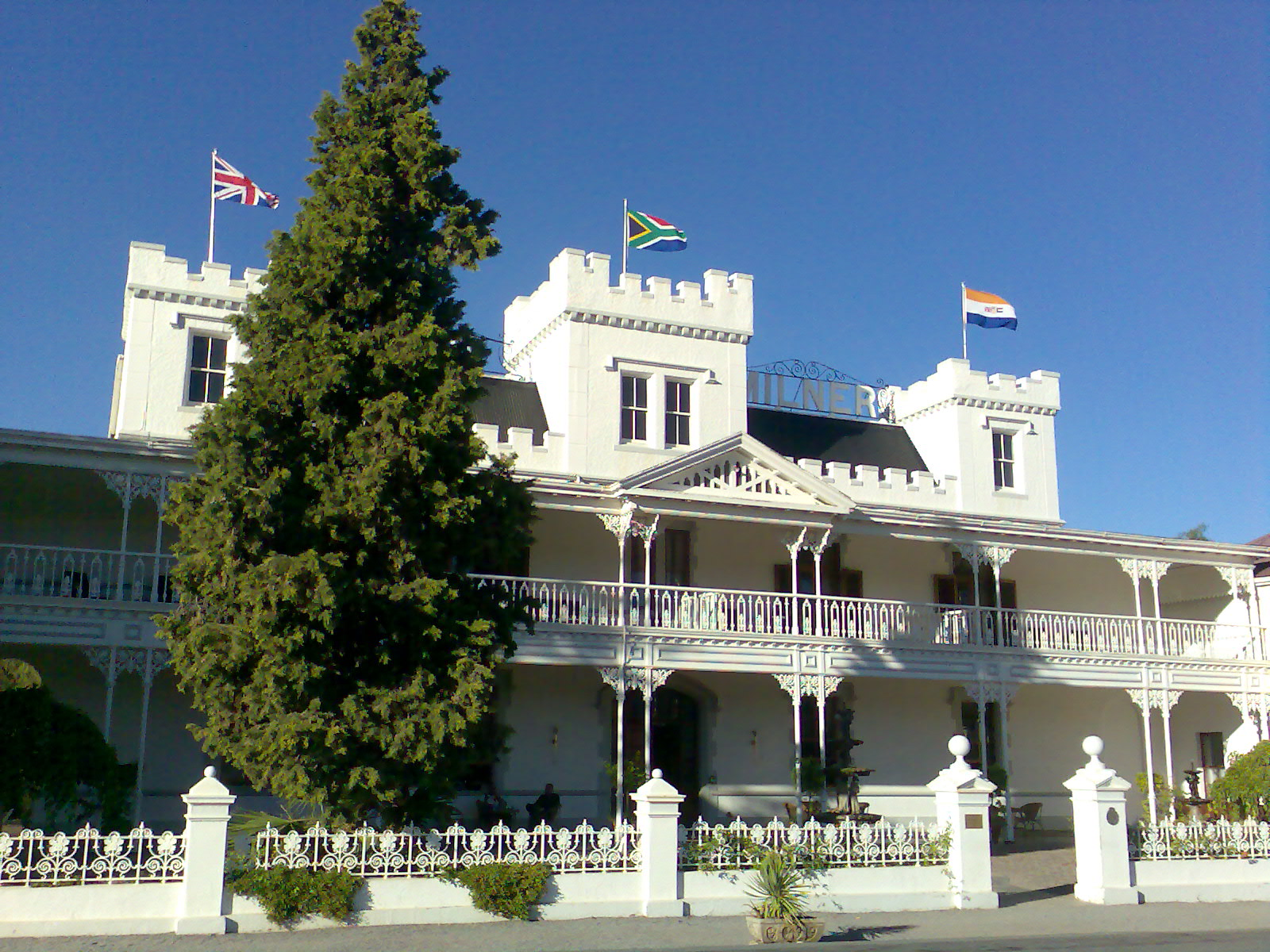
Lord Milner-hotel

Het nationaal instituut voor de statistiek, Stats SA, deelt sinds de census 2011 deze hoofdplaats in in zogenaamde subplaatsen (sub place), c.q. slechts één subplaats:
Matjiesfontein SP.